# Сельское поселение Сингапай
Се́льское поселе́ние Сингапай — муниципальное образование в Нефтеюганском районе Ханты-Мансийского автономного округа Российской Федерации.
Административный центр — посёлок Сингапай.

## История
Статус и границы сельского поселения установлены Законом Ханты-Мансийского автономного округа - Югры от 25 ноября 2004 года № 63-оз «О статусе и границах муниципальных образований Ханты-Мансийского автономного округа - Югры»

## Население
| 2010  | 2012  | 2013  | 2014  | 2015  | 2016  | 2017  |
| ----- | ----- | ----- | ----- | ----- | ----- | ----- |
| 3133  | ↘2588 | ↘2363 | ↘2139 | ↗3520 | ↗3650 | ↗3766 |
| 2018  | 2019  | 2020  | 2021  |       |       |       |
| ↘3734 | ↘3585 | ↘3570 | ↗5788 |       |       |       |

## Состав сельского поселения
| № | Населённый пункт | Тип населённого пункта          | Население |
| - | ---------------- | ------------------------------- | --------- |
| 1 | Сингапай         | посёлок, административный центр | ↗4633     |
| 2 | Чеускино         | село                            | ↗1155     |